# Ghost in the Shell (film, 1995)
Ghost in the Shell (japanska: 攻殻機動隊, kōkaku kidōtai, "anfallspansrad snabbinsatsstyrka") är en japansk animerad science fiction-film från 1995. Mamoru Oshii var regissör, och produktionen baserades på Masamune Shirows tecknade serie med samma namn från 1989–1991.

## Handling
Världen har blivit uppkopplad till ett elektroniskt nätverk som genomsyrar alla aspekter av tillvaron. En stor del av mänskligheten, däribland filmens huvudpersoner, har direkt tillgång till nätverket genom sina cybernetiska kroppar, så kallade "shells" (sv. "skal"), som innehåller deras medvetanden och kan ge dem övermänskliga förmågor.
År 2029 har Motoko Kusanagi, en kravallpolisledare för Public Security Section 9, blivit tilldelad uppdraget att tillfångata en hacker som går under namnet Puppet Master (人形使い Ningyō-zukai?, "dockspelaren"). Kusanagis team, som också består av Batou och Ishikawa, använder triangulering för att leta efter Puppet Master. Deras första misstänkta är en renhållningsarbetare som tror att han går genom en skilsmässa, och tror att han använder ett program han har fått från "en sympatisk man" för att olagligt "ghost-hacka" sin hustrus tankar för att på så sätt kunna hitta sin dotter. Kusanagi och hennes team arresterar både renhållningsarbetaren och mannen som gav honom programmet, och finner att bägge männens minnen har raderats eller implanterats, vilket innebär att de själva har blivit ghost-hackade av Puppet Master, som fortfarande är på rymmen.
Kort därefter hackas en anläggning, och programmeras till att konstruera en kvinnlig cybernetisk kropp. Kroppen flyr, men blir påkörd av en lastbil. Kroppen undersöks av Section 9, och visar sig, trots att den är helt mekanisk, innehålla en mänsklig ande, som tros kunna tillhöra Puppet Master. Tjänstemän från Section 6 besöker Section 9 och förklarar att kroppen gjordes som lockbete för att fånga Puppet Masters ande. Kusanagi observerar konversationen, och bestämmer sig för att "dyka in" i kroppen och möta Puppet Masters ande. Innan hon lyckas göra detta, aktiveras kroppen. Section 6 stormar Section 9, och tar med sig kroppen.
Informationen som Section 9 har fått från kroppen leder till att de upptäcker det mystiska "projekt 2501". Section 6 hävdar att projektet skapades för att fånga Puppet Master, men egentligen startades projektet innan Puppet Master syntes till för första gången. Section 9 spekulerar att Puppet Master skapades av själva projektet och sedan flydde, och att Section 6 nu vill ha honom tillbaka. Daisuke Aramaki, ledaren för Section 9, misstänker att projektet och Puppet Master var verktyg tillhörande det japanska utrikesdepartementet, och att flykten kan leda till att hemligheter som är pinsamma för Section 6 och utrikesdepartementet avslöjas.
Flyktbilen med kroppen möter upp med en annan bil; de kör sedan iväg i varsin riktning. Batou stoppar den första bilen, som visar sig bara vara ett lockbete. Kusanagi följer efter den andra bilen till en övergiven byggnad, där hon blir anfallen av ett spindelliknande beväpnat fordon som har legat i bakhåll, och som försöker stoppa henne. Batou anländer i sista sekund, och lyckas rädda den svårt skadade Kusanagi. Batou håller utkik medan Kusanagi "dyker in" i den stulna kroppen. Puppet Master avslöjar sig själv, och berättar att projekt 2501 involverade att Section 6 skapade honom med syftet att illegalt hacka andar åt både enskilda individer och för Section 6:s räkning. Medan Puppet Master vandrade genom olika nätverk, uppstod inom honom förmågan att känna, vilket ledde till att han började tänka på sin egen dödlighet. Det bekymrade honom att han var oförmögen till fortplantning och att dö, och därmed inte skulle kunna vara en "fullständig livsform". Han blev nyfiken på Kusanagi på grund av hur många olika nätverk hon hade tillgång till. Han skaffade en fysisk kropp för att kunna fly från Section 6, så att han kunde hitta Kusanagi. Han berättar att hans mål är att bli en med Kusanagis ande, för att skapa en ny, mer fullständig varelse. Batou försöker att stoppa dykningen, men blir ghost-hackad och stoppad av Puppet Master.
Section 6-helikoptrar närmar sig byggnaden med direktivet att förgöra alla inuti och därmed hålla projekt 2501 hemligt. Puppet Master lyckas störa deras målsökare och börjar gå samman med Kusanagi, när krypskyttar skjuter av deras huvuden och Batous arm.
Kusanagi vaknar upp i en cybernetisk kropp gjord i form av en liten flicka, i Batous gömställe. Batou berättar att hennes kropp förstördes i striden, men att han lyckades rädda hennes huvud, och att det nu sitter fast på hennes nya kropp. Polischef Nakamura blir förhörd, och utrikesministern säger upp sig. Kusanagi ska just lämna gömstället, när hon bekräftar att hon nu varken är sig själv eller Puppet Master, utan en kombination av de två. Batou säger att han alltid kommer att finnas till för henne, och hon lämnar huset och tittar ut över staden.

## Röstskådespelare
| Rollfigur       | Röstskådespelare                       |
| --------------- | -------------------------------------- |
| Motoko Kusanagi | Atsuko Tanaka Maaya Sakamoto (som ung) |
| Batou           | Akio Ōtsuka                            |
| Puppet Master   | Iemasa Kayumi                          |
| Togusa          | Kōichi Yamadera                        |
| Aramaki         | Tamio Ōki                              |
| Ishikawa        | Yutaka Nakano                          |
| Nakamura        | Tesshō Genda                           |

## Uppföljare
Filmen blev mycket populär och var en av de stora internationella animesuccéerna under 1990-talet. Dess stil inspirerade bland annat syskonen Wachowski till deras Matrix-trilogi.
I Japan har det gjorts ett antal fortsättningar på historien. En TV-serie baserad på filmen – Ghost in the Shell: Stand Alone Complex – kom 2002, senare följd av OVA:n Ghost in the Shell: Stand Alone Complex – Solid State Society. 2004 kom en uppföljare till filmen, Ghost in the Shell 2: Innocence, och 2008 en nyversion av den första filmen vid namn Ghost in the Shell 2.0.

## Andra medier
Serien finns även i form av ett spel i två olika versioner till Playstation respektive Playstation 2.